# Földpátok

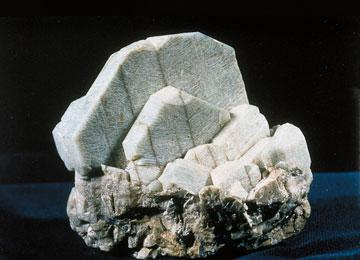

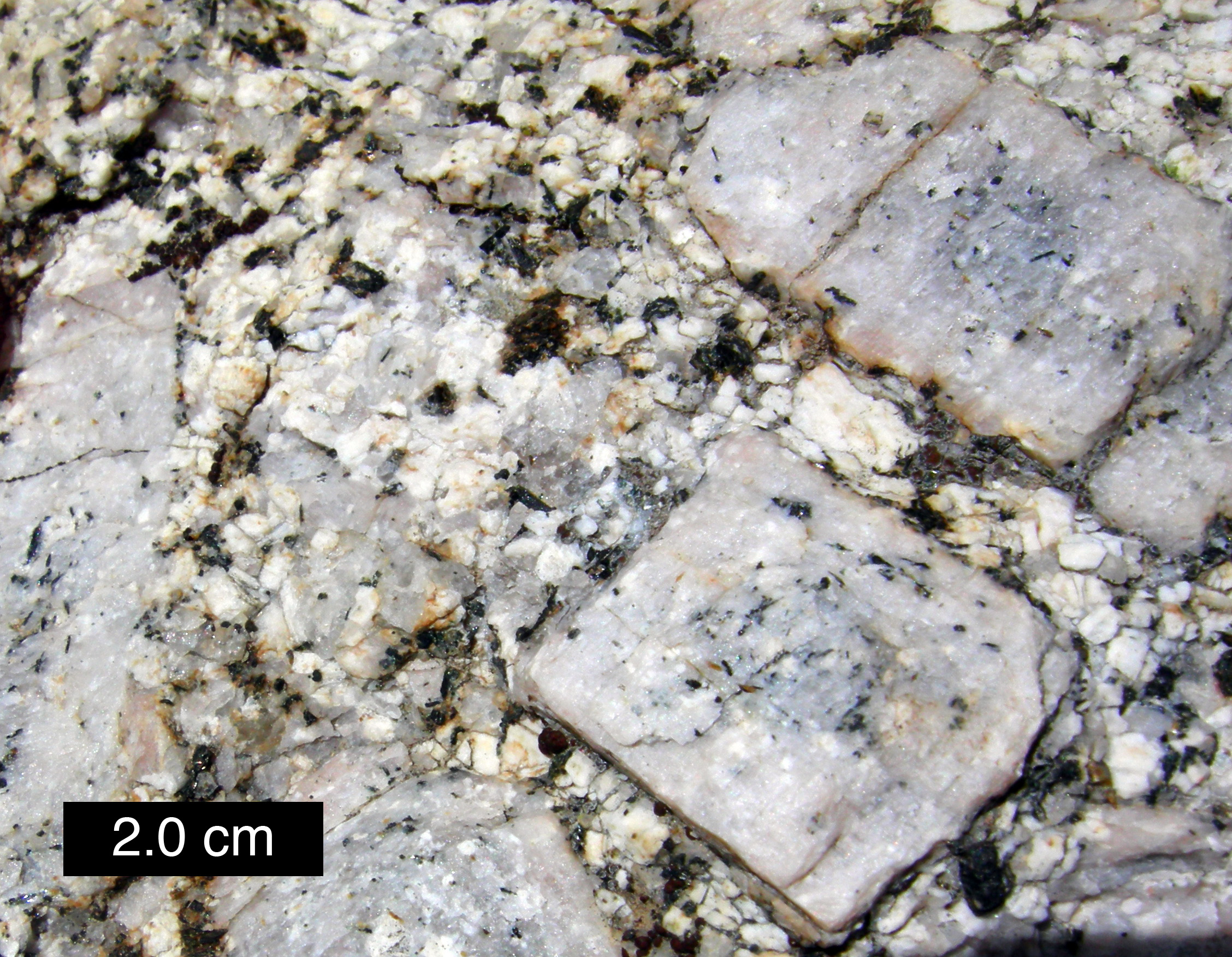

A földpátok a tekto- vagy állványszilikátok alosztályába tartozó ásványcsoport, melynek tagjai a földkéreg kőzeteinek mintegy 60 tf%-át alkotják, ezáltal a legfontosabb kőzetalkotó ásványok. A névnek semmi köze a „föld” szóhoz, a német feldspat magyaros formájáról van szó.

## Kémiai és fizikai tulajdonságaik
Ritkán fordulnak elő tiszta állapotban, általában izomorf elegykristályok, nevezetesen a NaAlSi3O8-KAlSi3O8-CaAl2Si2O8 rendszer elegyei.
A képlettel leírt összetevők sorrendben: 
- nátronföldpát = albit jele: Ab
- káliföldpát = ortoklász jele: Or
- kalciumföldpát = anortit jele: An

A Na-K sorozat tagjait alkáliföldpátoknak, míg a Na-Ca sorozatét plagioklászoknak nevezik.
Szimmetriájuk: monoklin és triklin

Keménységük: 6-6,5 (a Mohs-féle keménységi skála referencia ásványai)

Hasadásuk: legjellemzőbb tulajdonságuk; egy irányban kitűnő, egy másik irányban pedig igen jó

Fényük: a kiváló hasadási lapokon gyöngyházszerű üveg-, míg a másik hasadási lapon üvegfényű

## Felhasználásuk
Az építőanyag- (tégla, cserép), valamint a kerámia-ipar (például porcelán) nyersanyagai.

## Rokon ásványfajok
- Földpátpótlók
- Zeolitok